# Лари Краун
Лари Краун (енгл. „Larry Crowne“) је америчка романса са елементима комедије из 2011. године са Томом Хенксом и Џулијом Робертс у главним улогама. Филм је био летњи хит у биоскопима широм Америке, а српска премијера била је 1. септембра. Редитељ и сценариста филма био је сам Хенкс, а на писању сценарија помагала му је Нија Вардалос. Лери Краун је добио изузетно лоше критике, али Робертсова је похваљена за њену изведбу.

## Кратак садржај
Пре него што је отпуштен, Лари Краун је радио у једној великој америчкој компанији, на једном од руководећих положаја. Сада се бори са хипотеком, а слободног времена има на претек. Одлучује да упише колеџ и почне нов живот. На часу јавног наступа заљубљује се у шармантну професорку Мерцедес, која је потпуно разочарана у љубав, живот и своје студенте.

## Улоге
| Глумац               | Улога         |
| -------------------- | ------------- |
| Том Хенкс            | Лари Краун    |
| Џулија Робертс       | Мерцедес Тено |
| Тараџи П. Хенсон     | Б'Ела         |
| Марија Каналс Барера | Лала Пинеидо  |
| Рита Вилсон          | Вилма         |
| Кедрик Забављач      | Ламар         |